# Clémence Royer
Pour les articles homonymes, voir Royer.
Clémence Augustine Royer, née le 21 avril 1830 à Nantes et morte le 6 février 1902 à Neuilly-sur-Seine, est une philosophe et scientifique française. Elle fut à la fin du XIXe siècle une figure du féminisme et de la libre pensée. On lui doit notamment la première traduction en français de L'Origine des espèces de Charles Darwin et d'avoir ainsi introduit en France le darwinisme, en 1862. Dans cet ouvrage cependant, elle s'aventure au delà du rôle de simple traductrice en développant ses propres conceptions eugénistes.

## Biographie

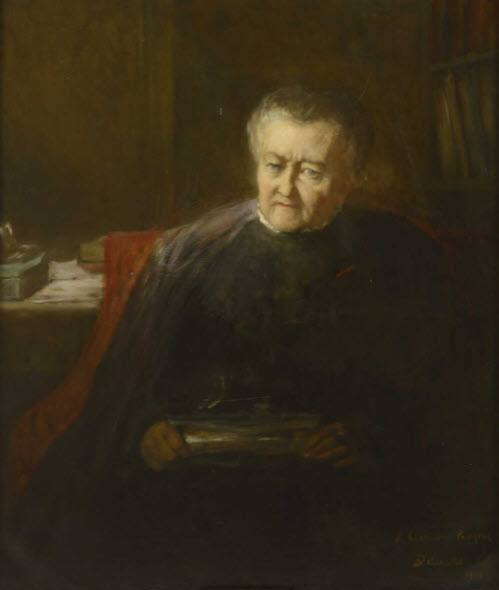
Portrait de Mlle Clémence Royer (1902), Angèle Delasalle, musée d'Arts de Nantes.

Née en 1830 à Nantes,, fille de Augustin René Royer et de Joséphine Gabrielle Audouard, Clémence Royer est issue d'une famille catholique et légitimiste qu’elle reniera par la suite. Son père, officier royaliste, a été condamné à mort pour son soutien aux forces contre-révolutionnaires et à la duchesse de Berry, obligeant la famille à chercher refuge en Suisse : en 1832  sa famille s'établit pour trois ans sur les bords du lac Léman, avant de rentrer à Paris en 1835. Entre son père, aimant mais autoritariste, et sa mère, Bretonne au caractère trempé, les querelles sont fréquentes. À l'âge de dix ans, la jeune Clémence est placée par ses parents dans un couvent au Mans où elle reçoit une éducation religieuse, son père s'étant écarté de sa famille, persuadé qu'elle complotait contre lui. Lorsqu'elle perd son père, elle est âgée de 19 ans et doit alors subvenir à ses besoins en travaillant comme gouvernante. Elle profite des bibliothèques de ses employeurs pour lire avec passion des ouvrages philosophiques et parfaire une formation d'autodidacte. Elle s'intéresse à l'anthropologie, à l'économie politique, à la biologie et à la philosophie. Entre 1853 et 1855, elle enseigne le français et la musique en Angleterre, ce qui lui permet de perfectionner sa maîtrise de l'anglais. Dès l'été 1856, elle regagne la Suisse romande où elle se fixe, d'abord à Lausanne, puis à Cully, dans la région viticole de Lavaux. Elle loue une chambre dans une maison vigneronne à Praz-Perey. C'est à Lausanne, à la bibliothèque de l'Académie, qu'elle entreprend sa traduction de Darwin, tout en donnant des cours de logique et de philosophie. C'est là aussi qu'elle fait la connaissance de l'économiste Pascal Duprat avec qui elle vivra par la suite en union libre et avec qui elle collabore à son journal, Le Nouvel Économiste, ainsi qu'au Journal des économistes. En 1863, elle rédige à l'occasion d'une conférence un essai sur le thème de la réforme de l'impôt et de la dîme sociale. Elle obtient le second prix du concours d'écriture, derrière Proudhon, qui obtient le premier.
Après avoir rédigé la première traduction de L'Origine des espèces, elle multiplie les conférences sur le darwinisme en Suisse, en Belgique et en Italie, mais aussi en France où son texte, bien que teinté d'un fort parti-pris par rapport à l'original, lui vaut une renommée certaine tout en popularisant les idées de Darwin. Elle décide de faire vie commune avec Pascal Duprat en 1865, et ils projettent de voyager en Italie lorsque Duprat est arrêté en raison de dettes souscrites par sa femme. Libéré grâce à l'influence d'amis communs, il s'installe chez elle, pendant qu'elle travaille à la seconde édition de sa traduction. Elle défend l'œuvre de Darwin auprès de Paul Broca, alors président de la toute nouvelle Société d'anthropologie, et acquis à la doxa alors en vigueur du polygénisme. Duprat et elle-même partent ensuite vivre en Italie, où ils ont un enfant ensemble, René. Elle réintroduit en France les idées de Lamarck, en rédigeant trois longs essais pour un journal d'Émile Littré, La philosophie positive, et publie sa vision de l'évolutionnisme dans L'Origine de l'homme et des sociétés, accuelli avec une certaine indifférence.
En 1870, elle devient la première femme à être admise à la Société d'anthropologie de Paris, fondée onze années auparavant par Paul Broca. Elle y fera de nombreuses communications et y défendra avec vigueur ses positions non conventionnelles. En particulier, elle tente d'imposer une autre vision du rôle de la femme dans son essai De la Natalité, où elle s'oppose à l'idée que les femmes soient totalement passives vis-à-vis de leur propre fertilité. Elle acquiesce à l'idée que les femmes ont un devoir d'enfanter, mais réclame en contrepartie plus de libertés, et demande que la société les protège en cas de sexualité hors mariage, et leur reconnaisse les mêmes droits qu'aux hommes. Elle plaide aussi pour un basculement de la société vers le matriarcat. Ses idées sont difficiles à assumer pour la société d'anthropologie, qui peut s'accommoder de l'anticléricalisme qui émaille le texte, mais moins des remarques eugénistes et de la remise en cause totale de la société. Clémence Royer oppose son refus à la demande de réécriture du texte, lequel est le seul de ses textes proposés à n'être pas publié.
Féministe convaincue, elle milite pour l'instruction des femmes et pour la philosophie populaire : en 1881, elle fonde la Société des études philosophiques et morales, pour en faire une « école mutuelle de philosophie ». Se méfiant des utopistes socialistes, elle déclare : « pas d'utopie ni de rêve, mais un savoir réel des choses ». Elle collabore au Journal des femmes et à La Fronde, avec Marguerite Durand et « la grande Séverine ». Son Cours de philosophie naturelle  est une tentative d'inspiration encyclopédique de réaliser une « synthèse scolaire ».
Membre et fondatrice de la première obédience maçonnique mixte, « Le Droit humain », elle est décorée de la Légion d'honneur le 17 novembre 1900. Son discours lors de la remise de cette décoration suscite l'admiration de la peintre Angèle Delasalle. Benjamin-Constant s'organise pour que Clémence Royer pose pour un portrait par celle-ci à la maison Galignani, peu de jours avant sa mort. Clémence Royer meurt en effet en 1902 à Neuilly-sur-Seine, à 71 ans.

## La traduction deL'Origine des espèces

### Première édition (1862)
Charles Darwin était impatient de voir son livre traduit en français, mais on ne connaît pas le détail des négociations qui ont attribué la première traduction de L'Origine des espèces à Clémence Royer. Darwin avait d’abord sollicité Louise Belloc, qui avait décliné son offre, considérant le livre comme trop technique. Darwin a été également démarché par Pierre Talandier, mais ce dernier fut incapable de trouver un éditeur.
Clémence Royer connaissait bien les ouvrages de Lamarck et de Malthus et a saisi l'importance de l'ouvrage de Darwin. Elle fut probablement encouragée par ses étroites relations avec l'éditeur Guillaumin, qui publia les trois premières éditions françaises de L'Origine des espèces.
Par une lettre du 10 septembre 1861, Darwin demande à Murray, son éditeur en Angleterre, d'envoyer une copie de la troisième édition originale de L'Origine des espèces à « Mlle Cl. Royer […] en vue d'un accord avec un éditeur pour une traduction française ». René-Édouard Claparède, un naturaliste suisse de l'université de Genève qui avait fait une recension favorable de L'Origine des espèces pour la Revue Germanique, offre d'aider Clémence Royer pour la traduction des termes techniques de biologie.
Elle va largement au-delà du rôle de traductrice en ajoutant à l’édition française une préface de 64 pages, dans laquelle elle livre son interprétation personnelle de l’ouvrage, ainsi que des notes de bas de page où elle commente le texte de Darwin. Dans sa préface, véritable pamphlet positiviste consacré au triomphe du progrès de la science sur l’obscurantisme, elle s’attaque vigoureusement aux croyances religieuses et au christianisme, argumente en faveur de l’application de la sélection naturelle aux races humaines et s’alarme de ce qu’elle considère comme les conséquences négatives résultant de la protection accordée par la société aux faibles. Elle dénonce une société où le faible prédomine sur le fort sous prétexte d’une « protection exclusive et inintelligente accordée aux faibles, aux infirmes, aux incurables, aux méchants eux-mêmes, à tous les disgraciés de la nature ». Ces idées eugénistes avant l’heure (le terme est inventé par le cousin de Darwin, Francis Galton, en 1883) lui valent alors une certaine notoriété.
Elle modifie également le titre pour le faire correspondre à ses vues sur la théorie de Darwin : l’édition de 1862 est ainsi intitulée De l'origine des espèces ou des lois du progrès chez les êtres organisés. Ce titre, ainsi que la préface, mettent en avant l’idée d’une évolution tendant vers le « progrès », ce qui est en fait plus proche de la théorie de Lamarck que des idées contenues dans l’ouvrage de Darwin.
Clémence Royer a donc projeté sur L'Origine des espèces (qui ne traite nullement des origines de l’homme, de l’application de la sélection naturelle aux sociétés humaines et moins encore du progrès dans la société industrielle du XIXe siècle) ses propres idées et aspirations.
En juin 1862, après avoir reçu un exemplaire de la traduction française, Darwin écrit une lettre au botaniste américain Asa Gray : « J’ai reçu il y a deux ou trois jours la traduction française de L'Origine des espèces par Mlle Royer, qui doit être une des plus intelligentes et des plus originales femmes en Europe : c’est une ardente déiste qui hait le christianisme, et qui déclare que la sélection naturelle et la lutte pour la vie vont expliquer toute la morale, la nature humaine, la politique, etc. !!! Elle envoie quelques sarcasmes curieux et intéressants qui portent, et annonce qu’elle va publier un livre sur ces sujets, et quel étrange ouvrage cela va être. » (Lettre de Ch. Darwin à Asa Gray du 10-20 juin 1862).
En revanche, un mois plus tard, Darwin fait part de ses doutes au zoologiste français Armand de Quatrefages : « J’aurais souhaité que la traductrice connaisse mieux l’histoire naturelle ; ce doit être une femme intelligente, mais singulière ; mais je n’avais jamais entendu parler d’elle avant qu’elle se propose de traduire mon livre. » (Lettre de Ch. Darwin à Armand de Quatrefages du 11 juillet 1862).
Darwin était insatisfait des notes de bas de page de Clémence Royer, et s’en est plaint dans une lettre au botaniste anglais Joseph Hooker : « Presque partout dans L'Origine des espèces, lorsque j’exprime un grand doute, elle ajoute une note expliquant le problème ou disant qu’il n’y en a pas ! Il est vraiment curieux de voir quelle sorte de vaniteux personnages il y a dans le monde… » (Lettre de Ch. Darwin à Joseph Hooker du 11 septembre 1862).

### Deuxième et troisième éditions (1866, 1870)
Pour la deuxième édition de la traduction française, publiée en 1866, Darwin obtient de Clémence Royer de nombreuses modifications et corrige plusieurs erreurs. L’expression « les lois du progrès » est retirée du titre pour la rapprocher de l’original anglais : L'Origine des espèces par sélection naturelle ou des lois de transformation des êtres organisés. Dans la première édition, Clémence Royer avait traduit natural selection par « élection naturelle », mais pour cette nouvelle édition, cela est remplacé par « sélection naturelle » avec une discussion (p. XII-XIII) où la traductrice explique toutefois qu’« élection » était en français l’équivalent de l’anglais selection et qu’elle adoptait finalement le terme « incorrect » de « sélection » pour se conformer à l’usage établi par d’autres publications.
Dans l’avant-propos de cette deuxième édition, Clémence Royer tente d’adoucir les positions eugénistes exposées dans la préface de la première édition (reproduite en intégralité), mais ajoute un plaidoyer en faveur de la libre pensée et s’en prend aux critiques qu’elle avait reçues de la presse catholique. En 1867, le jugement de Darwin est déjà nettement plus négatif : « L’introduction a été pour moi une surprise totale, et je suis certain qu’elle a nui à mon livre en France. » (cité par D. Becquemont in Ch. Darwin, L’Origine de espèces, éd. Flammarion-GF, 2008).
Clémence Royer publie une troisième édition en 1870 sans en avertir Darwin. Elle y ajoute encore une préface où elle critique vertement la « théorie de la pangénèse » que Darwin avait avancée dans son ouvrage de 1868, Les variations des animaux et des plantes à l’état de domestication. Cette nouvelle édition n’inclut pas les modifications introduites par Darwin dans les 4e et 5e éditions anglaises. Lorsque Darwin apprend l’existence de cette troisième édition, il écrit à l’éditeur français Reinwald et au naturaliste genevois Jean-Jacques Moulinié qui avaient déjà traduit et publié Les variations… pour mettre au point une nouvelle traduction à partir de la 5e édition. Toutefois, si Darwin considère qu'elle a abusé de sa confiance en agrémentant sa traduction de considérations personnelles et de hors sujet, et si le philosophe Charles Lévêque l'accuse d'avoir trahi le texte d'origine, nombreux sont ceux qui préfèrent sa traduction à celle de Moulinié, jugée mal écrite. Clémence Royer se défend des accusations de Lévêque, lettres de Darwin à l'appui, et l'affaire se règle au sein de l'Académie des sciences morales et politiques, qui tranche en sa faveur avec les excuses de son président.

### Quatrième édition (1882)

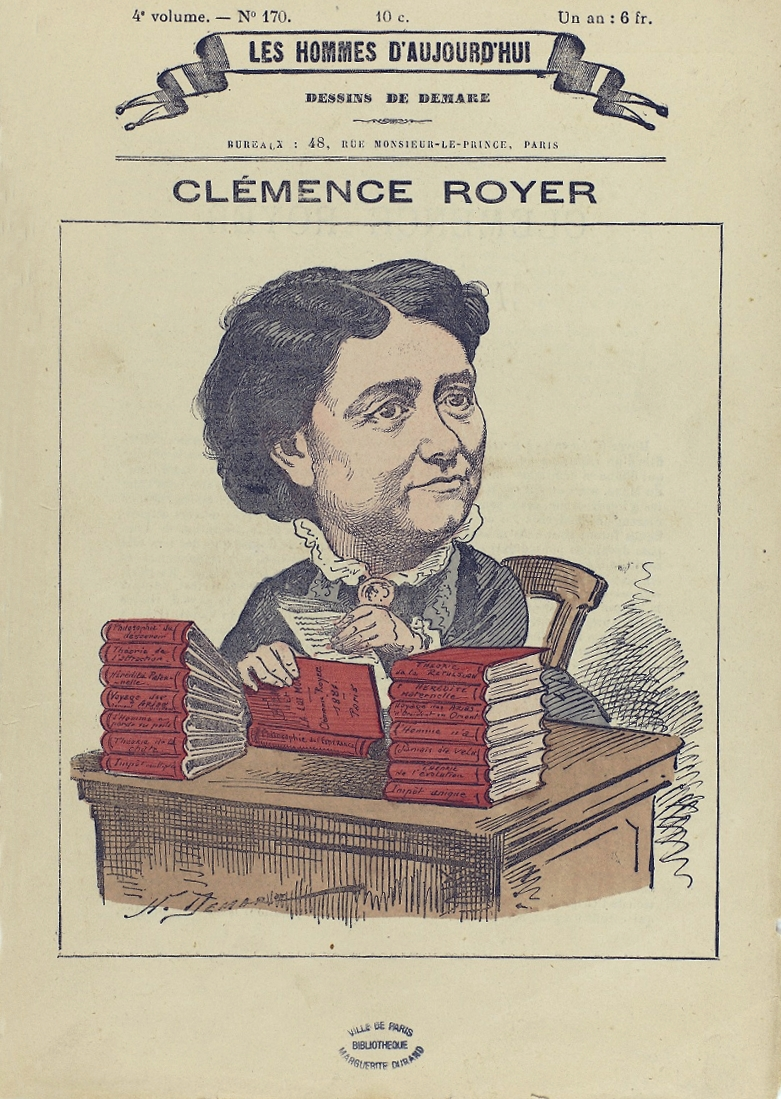
Clémence Royer en première page des Hommes d'aujourd'hui, 1882, dessin d'Henri Demare.

En 1882, l'année de la mort de Darwin, Clémence Royer publie une quatrième édition chez Flammarion. Elle y inclut la préface de la première édition et ajoute un court « avertissement aux lecteurs de la quatrième édition » (5 pages). Cette édition sera publiée jusqu'en 1932, soit trente ans après sa mort.

## Œuvres
Clémence Royer a laissé une œuvre abondante et diverse comprenant des études philosophiques, d’économie politique, d’histoire et de préhistoire et de nombreux sujets annexes (dont une étude du système pileux chez l’homme).
- Introduction à la philosophie des femmes : cours donné à Lausanne : leçon d'ouverture, Lausanne, A. Larpin, 1859[18].
- Traduction d'un ouvrage de Charles Darwin : De l'origine des espèces ou des lois du progrès chez les êtres organisés, Paris, Guillaumin & Cie, 1862[19].
- Les Jumeaux d'Hellas, Paris, Libraire Internationale, 1864
- Les rites funéraires aux époques préhistoriques et leur origine, Paris, Typographie A. Hennuyer, 1876[20].
- La constitution du monde : dynamique des atomes, nouveaux principes de philosophie naturelle, Schleicher, 1900
- « Souvenirs de Suisse », La Semaine littéraire, no 82,‎ 1902[21].

## Distinctions
- Chevalière de la Légion d'honneur (1900)

## Postérité et hommages
Une rue du premier arrondissement de Paris, une rue nantaise, ainsi qu'un lycée situé à Fonsorbes en Haute-Garonne et un collège de Montpellier, portent son nom.
L'Institut national des sciences appliquées (Lyon) a donné son nom à l'un de ses amphithéâtres (au département Génie mécanique) en 2022.
Le rosiériste français Jean-Pierre Vibert a baptisé une rose « Clémence Royer ».
Une statue en bronze de Clémence Royer exécutée par le sculpteur Henri Godet a été exposée au Salon des artistes français de 1912. Acquise par l'État, elle est entreposée depuis dans les réserves du Grand Palais à Paris.